# Fuendetodos
Fuendetodos (Fuent de Todos en aragonès) és un municipi d'Aragó, situat a la província de Saragossa i enquadrat a la comarca del Camp de Belchite. Està situada a 780 metres d'altitud sobre el nivell del mar, a una distància de 44 quilòmetres de la ciutat de Saragossa.
En aquesta població hi va néixer el pintor Francisco de Goya.

## Història
El nom del municipi prové del nom d'una antiga font anomenada Fuent de tosos, fent referència a l'actual Fuente vieja. Ramon Berenguer IV ja menciona aquest indret el 1142 quan atorga furs a Daroca. Posteriorment es canviarà el nom a l'actual Fuendetodos. Des del segle xiv la vila era domini de la família Fernández de Heredia, coneguts com els condes de Fuentes.

## Economia
La població s'ha dedicat tradicionalment a l'agricultura de secà i la ramaderia d'oví i cabrum. Durant segles, les pedreres de l'anomenada pedra caracoleña, una roca calcària biostromal de gastròpodes exclusiva de Fuendetodos, i la indústria del gel proporcionaren importants ingressos al poble. Avui dia ha adquirit major importància la producció d'energia eòlica i sobretot els serveis derivats del turisme (20.000 visitants anuals).

## Vegetació
Bona part del municipi està cobert per pineda natural de Pinus halepensis, pi blanc, conservat per pertànyer durant segles als comtes de Fuentes; passà posteriorment a propietat municipal. Carrasques i alzines escampades pel territori testifiquen la presència d'un antic carrascar. El matoll mediterrani de romaní, amb abundància de savina negra, ginebre, espígol, sàlvia i altres mates esclerofil·les, es reparteix el territori amb el garric. Destaquen els abruptes barrancs excavats en la dura calcària del Juràssic per les aigües, en els quals es refugia una flora molt sorprenent a l'entorn sec de Fuendetodos, amb boscos caducifolis de lledoners, aurons negres, alzines i corners, on es poden trobar cinc espècies de falgueres.

## Geologia
Hi trobem margues, calcàries, margocalcàries, calcàries bioclàstiques i oncolítiques amb diversos tipus de fòssils del juràssic superior.
A finals del terciari es produeix una gran erosió, hi ha contacte entre materials terciàris i mesozoics i es pot veure la superfície d'erosió finiterciària afectant els materials mesozoics i enllaçant topogràficament amb els darrers estrats horitzonatals del terciari. En molts llocs els materials mesozoics han estat erosionats per antics afluents del riu Huerva creant els "focinos" (congosts), que destaquen per la seva vegetació.

## Demografia
| 1842 | 1857 | 1860 | 1877 | 1887 | 1897 | 1900 | 1910 | 1920 | 1930 | 1940 | 1950 | 1960 | 1970 | 1981 | 1991 | 1996 | 1998 | 1999 | 2000 | 2001 | 2002 | 2003 | 2004 | 2005 | 2006 | 2007 | 2008 |
| ---- | ---- | ---- | ---- | ---- | ---- | ---- | ---- | ---- | ---- | ---- | ---- | ---- | ---- | ---- | ---- | ---- | ---- | ---- | ---- | ---- | ---- | ---- | ---- | ---- | ---- | ---- | ---- |
| 360  | 532  | 488  | 544  | 505  | 523  | 545  | 597  | 624  | 674  | 386  | 456  | 389  | 234  | 166  | 146  | 154  | 145  | 175  | 199  | 187  | 180  | 178  | 176  | 173  | 167  | 179  | 174  |

(INE 2008)

## Punts d'interès

### Casa natal de Goya i Museu del Gravat

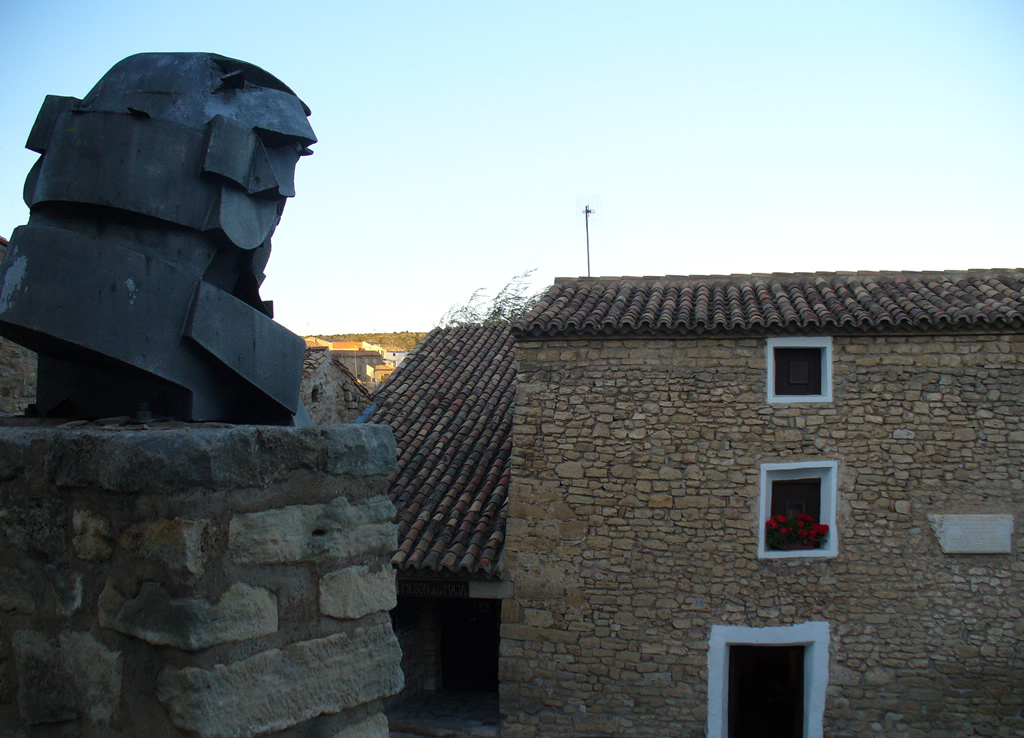
Estàtua de Goya davant la seva casa natal

La casa on naixé el gran pintor fou construïda a principis del segle xviii. A pocs metres s'hi troba el Museu del Gravat, inaugurat el 1989, on s'exhibeix l'obra gràfica de Goya i tot allò relacionat amb les tècniques del gravat.

### Neverones
Les neverones (neveres en català) són unes construccions de pedra del segle xviii on s'emmagatzemava la neu que queia a l'hivern, per a més tard consumir el gel a l'estiu. Avui en dia es poden visitar les restes que romanen a Fuendetodos, encara que la més coneguda és la Culroya, ja que és l'única conservada sencera.

### Església deNuestra señora de la Asunción
Fou construïda entre 1723-1727; constava de tres naus i una esvelta torre. Fou destruïda durant la Guerra Civil espanyola (1936-1939). Només se'n conserva la pica baptismal, la mateixa on Goya fou batejat. L'edifici fou reconstruït als anys 60 del segle xx.

### Obra delsmoros
Amb aquest nom es coneixen les restes del castell medieval de Fuendetodos, construït en tàpia. Malgrat el seu nom popular, fou construït després de la conquesta pels cristians al segle xiii. Fou abandonat i reaprofitat com a pedrera per a la construcció de l'església de la Mare de Déu de l'Assumpció al segle xviii: se'n va aprofitar les torres i murs per fer pallers i quadres. Una granja construïda als anys 1970 sobre part del castell s'ha convertit l'Espai de Natura Fuendeverde.

## Festes
- El 30 de març se celebra el naixement de Goya.
- El 24 d'agost se celebra la festa de Sant Bartomeu.
- Galeria ARTEfuendetodos Arxivat 2009-04-26 a Wayback Machine..